# Science Robotics
Science Robotics — це рецензований науковий журнал, який публікує Американська асоціація сприяння розвитку науки. Головний редактор — Холден Торп з AAAS. Імпакт-фактор 2022 року становить 25,0.

## Про журнал

### Місія
Сприяти прогресу в дослідженнях і розробці робототехніки для всіх сфер, надаючи центральний форум для передачі найцікавіших нових відкриттів.

### Область застосування
Science Robotics публікує оригінальні, рецензовані науково-технічні дослідницькі статті, які просувають сферу робототехніки. Журнал також містить рецензії на замовлення редактора. Міжнародна команда академічних редакторів підтримує статті Science Robotics за тим самим стандартом якості, які є відмінною рисою сімейства журналів Science.

### Тематика
Підтеми журналу включають:
- виконавчі механізми
- сучасні матеріали
- штучний інтелект
- автономні транспортні засоби
- біо-натхненний дизайн
- екзоскелети
- виробництво
- сільськогосподарські роботи
- взаємодія людини та робота
- гуманоїди
- промислова робототехніка
- кінематика
- машинне навчання
- матеріалознавство
- біомедична інженерія
- планування руху та контроль
- мікро- та наноробототехніка
- керування декількома роботами
- датчики
- сервісна робототехніка
- соціальні та етичні питання
- м’яка робототехніка[en]
- дослідження космосу, планети та підводного простору.

Його сфера включає теоретичні дослідження та застосування в реальному світі.

## Реферування та індексування
- Science Citation Index[5]
- Current Contents - Engineering, Computing & Technology[5]
- Scopus[6]
- MEDLINE[7]
- Index Medicus[7]